# 헬하임
헬하임(Helheim)는 1992년에 노르웨이의 베르겐에서 결성된 바이킹 블랙 메탈 밴드이다. 이들은 인슬레이브드 등과 함께 노르웨이의 대표적인 바이킹 메탈 밴드로 꼽힌다. '헬하임'이라는 이름은 북유럽 신화에 등장하는 헬헤임에서 따온 이름이다.

## 구성원

### 현재 구성원
- 흐뤼므르(Hrymr) - 드럼, 드럼 프로그래밍 (1992년-현재)
- 브간드르(V'gandr) - 베이스, 보컬 (1992년-현재)
- 호그림니르(H'grimnir) - 리듬 기타, 보컬 (1992년-현재)
- 노랄프 "라이히본" 베노스(Noralf "Reichborn" Venås) - 리드/리듬 기타 (2008년-현재)

### 전임 멤버
- 니드혹그(Nidhogg) - 기타  (1993년-1994년)
- 토르비요른(Thorbjørn) - 기타 (1999년-2008년)
- 라르스 "린드하임" 스쿨스타드(Lars "Lindheim" Skulstad) - 키보드 (1999년-2005년)